# Technicolor

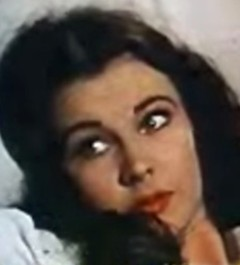
Vivien Leigh interpretant el paper de Scarlet Ohara en Allò que el vent s'endugué

El Technicolor va ser el primer intent efectiu de la indústria cinematogràfica per a deixar enrere el blanc i negre i reproduir en pantalla els colors filmats en la realitat. Inventat l'any 1916 i millorat al llarg de diverses dècades, es tracta del segon procés principal d'aquest tipus, després del Kinemacolor britànic, i del més utilitzat a Hollywood entre 1922 i 1952. Va ser conegut i reconegut pel seu nivell saturat de color i es va utilitzar més comunament per a filmar musicals com ara El màgic d'Oz (1939) i Cantant sota la pluja (1952) (ambdós dirigits per Victor Fleming), pel·lícules de l'època com ara Les aventures de Robin Hood (1938) i Allò que el vent s'endugué (1939) o pel·lícules d'animació com ara La Blancaneu i els set nans (1937) i Fantasia (1940). Tot i això, també es va utilitzar per a comèdies i drames menys espectaculars i algunes vegades, fins i tot, per a pel·lícules de cinema negre, com ara Que el cel la jutgi (1945) i Niàgara (1953).
El sistema s'aconseguia per la filmació simultània de tres pel·lícules dins de la mateixa càmera, cada una de les quals comptava amb filtres perquè fos impressionada només per un color. Després d'un procés de tintura, que més tenia a veure amb la impremta que amb la fotografia, es treia una sola còpia que en ser projectada recreava els colors de la realitat. Aquesta pràctica permetia una puresa de colors que encara no ha sigut igualada, emprant-se encara per al tiratge de còpies en alguns mercats. Així mateix també hi ha pel·lícules filmades amb aquest sistema entre els anys 40 i 90 del segle xx. Altres sistemes de filmació en color eren el Eastmancolor i el Metrocolor.
“Technicolor” és la marca registrada d'una sèrie de processos de cinema en color desenvolupats per Technicolor Motion Picture Corporation (una subsidiària de Technicolor USA, Inc.), actualment part de l'empresa francesa Technicolor SA. La Technicolor Motion Picture Corporation es va fundar a Boston l'any 1914 i els seus fundadors van ser Herbert Kalmus, Daniel Frost Comstock i W. Burton Wescott. La partícula “Tech” del nom està inspirada en l'Institut de Tecnologia de Massachusetts, on Kalmus es va graduar i on va ser després instructor. Technicolor USA, Inc. es va constituir a Delaware l'any 1921.

## Història

### Technicolor de dos colors
El procés de Technicolor va néixer inicialment com un sistema de dos colors (vermell i verd) que es va estrenar durant l'època del cinema mut. Hi va haver diversos mètodes diferents de Technicolor.

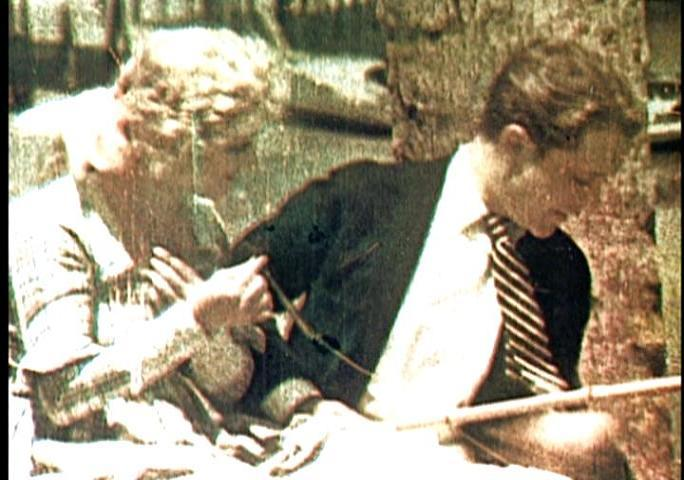
Fotograma d'un fragment de The Gulf Between (1917), primera pel·lícula en Technicolor.

#### Procés 1
Aquest mecanisme, conegut com a Procés 1, consistia en un sol prisma col·locat darrere de la lent de la càmera que exposava dos fotogrames consecutius en un sol negatiu en blanc i negre, un dels fotogrames sota un filtre vermell i l'altre sota un filtre verd. Com que els dos fotogrames s'exposaven al mateix temps, la pel·lícula s'havia de filmar i projectar al doble de la velocitat habitual. L'exhibició requeria un projector especial de dues obertures (una darrere del filtre vermell i l'altra darrere del filtre verd), dos lents i un prisma ajustadís que alineava les dues imatges a la pantalla.
Aquest primer procés es va estrenar públicament el 21 de febrer de 1917 a l'American Institute of Mining, Metallurgical, and Petroleum Engineers de Nova York. Només es va produir una única pel·lícula en aquest format, anomenada The Gulf Between, de la qual només es conserven alguns fotogrames on hi apareix l'estrella Grace Darmond. Aquesta pel·lícula va tenir una distribució limitada durant el setembre de 1917 a ciutats de l'est dels Estats Units, com ara Boston i Nova York, principalment per a fer interessar els productors de cinema en el color. La necessitat constant d'un tècnic per a ajustar l'alineament de la projecció va condemnar aquest procés de color additiu.

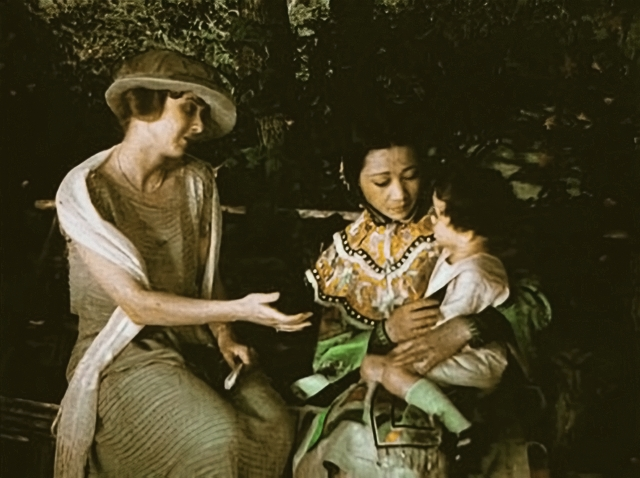
Fotograma de la pel·lícula en Technicolor The Toll of the Sea (1922).

#### Procés 2
Herbert Kalmus, convençut de què els processos de color additiu no tenien futur, es va concentrar en els processos de color sostractiu, el que va culminar en el que seria conegut com a Procés 2, batejat també pels acadèmics com a Technicolor de dues tires (tot i que aquest terme també se sol aplicar erròniament al procés anterior i al posterior). Aquest procés va ser estrenat l'any 1922.
De la mateixa manera que abans, la càmera especial de Technicolor feia servir un separador de llum que exposava simultàniament dos fotogrames d'una sola tira de pel·lícula en blanc i negre, un dels fotogrames sota un filtre verd i l'altre sota un filtre vermell. La diferència era que el negatiu en dos components ara s'utilitzava per a produir una pel·lícula en color subtractiu. Com que els colors estaven físicament presents en la còpia, no es requeria un equipament de projecció especial i la correcta visualització de les dues imatges no depenia de l'habilitat de la persona que s'encarregava de la projecció.
Els fotogrames exposats sota del filtre verd s'imprimien en una pel·lícula en blanc i negre, mentre que els fotogrames exposats sota del filtre vermell s'imprimien en una altra pel·lícula. Davant la novetat, cada pel·lícula es canviava químicament de color aplicant-se un color complementari al del filtre corresponent, tint vermell per a les imatges de filtre verd i tint verd per a les filtrades en vermell. A diferència del tint, que afegia un vel uniforme de color a la imatge completa, el canvi químic de colors reemplaçava la plata de la imatge en blanc i negre per una matèria acolorida translúcida, de forma que les zones fosques quedaven fortament acolorides i els tons intermedis s'acolorien proporcionalment. Les dues tires, fetes d'un gruix inferior a l'habitual, s'enganxaven de manera superposada per tal de crear la còpia de projecció en color.
The Toll of the Sea va debutar el 26 de novembre de 1922 com a primera pel·lícula de distribució general que va utilitzar el procés 2 de Technicolor. La segona producció íntegra en color en aquest procés va ser Wanderer of the Wasteland, la qual es va publicar l'any 1924. El procés 2 també es va utilitzar per a rodar seqüències en color de super-produccions de l'època, com ara Els Deu Manaments (1923), El fantasma de l'Òpera (1925) o Ben Hur (1925). The Black Pirate (1926), de Douglas Fairbanks, es va convertir en la tercera producció filmada íntegrament en el procés 2 de Technicolor.

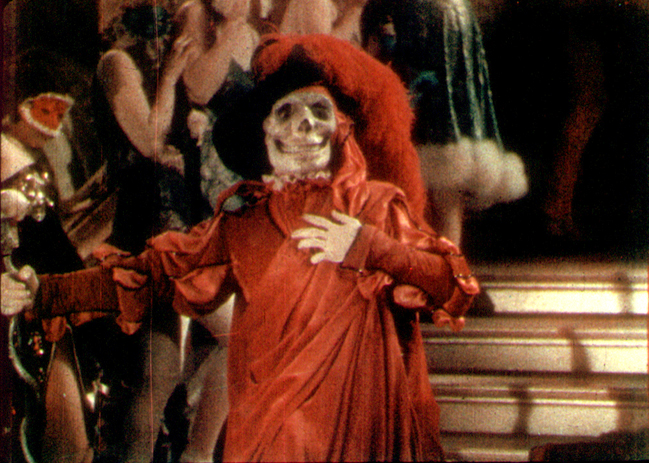
Fotograma d'un segment en Technicolor de El fantasma de l'Òpera (1925). Es tracta d'un dels primers usos del procés en platós interiors. Se'n va demostrar la versatilitat.

Tot i l'èxit comercial, el procés 2 va estar plegat de problemes tècnics. Com que les imatges dels dos costats de la pel·lícula no eren exactament al mateix pla, no es podien enfocar perfectament al mateix temps. La importància d'aquest problema depenia de la profunditat de camp de l'òptica del projector.
Un problema més seriós va ser la inflor de la pel·lícula. Les pel·lícules en general tendien a doblegar-se després de l'ús repetit. Cada vegada que es projectava una pel·lícula, cada fotograma s'escalfava a causa de la intensa llum del projector, fent que s'inflés lleugerament. Després es refredava i la inflor remetia, però no del tot. Es va descobrir que les pel·lícules enganxades no només tenien molta tendència a aquesta inflor, sinó que la direcció de la mateixa podia de sobte i aleatòriament canviar de la part de darrere a la de davant o viceversa. Així doncs, fins i tot una persona molt atenta encarregada de la projecció no podia evitar que la imatge es desenfoqués de sobte al canviar aquesta direcció. Per tant, Technicolor havia de subministrar còpies noves perquè les còpies deformades poguessin ser enviades als laboratoris de Boston per a ser aplanades, procés després del qual podien tornar a la circulació, almenys per un temps.
El gruix especial de la pel·lícula i la presència de capes d'imatges en les dues superfícies feia que les còpies fossin especialment vulnerables a les ratllades i, com que les ratllades eren de colors molt vius, suposaven una gran molèstia. Tallar una còpia de pel·lícula en procés 2 sense atenció especial a la construcció inusualment laminada solia acabar en un mal tall que feia que s'encallés al projector. Fins i tot abans que es descobrissin aquests problemes, Technicolor ja tenia clar que aquesta idea de pel·lícules enganxades era només una solució provisional i, de fet, ja estaven treballant per a desenvolupar un procés millorat.

#### Procés 3
Basant-se en la mateixa tècnica que va aplicar per primer cop a les pel·lícules Max Handschiegl el 1916, es va desenvolupar també durant el 1928 el procés 3 de Technicolor. El primer film que feia servir aquest procés va ser The Viking (1928), que comptava amb música sincronitzada i efectes de so.
El procés, que utilitzava un sistema similar de filmació als anteriors, es basava a aplicar a cada pel·lícula una substància gelatinosa (que es deia pel·lícula matriu) que enduria. Després, en tenyir la pel·lícula vermella de verd i la verda de vermell, la gelatina absorbia part de la tinta en les zones adequades. Una tercera pel·lícula absorbiria la tinta de les dues pel·lícules, creant la pel·lícula en color.
El 1929 s'estrenaria la primera pel·lícula 100% sonora en color, On with the show, de la qual avui en dia només es conserven còpies completes en blanc i negre i només algun fragment en color. La resta de films a partir d'aquell moment es van començar a fer íntegrament o gairebé íntegrament mitjançant el procés 3 de Technicolor: Gold Diggers of Broadway (1929), The Show of Shows (1929), Sally (1929), The Vagabond King (1930), Follow Thru (1930), Golden Dawn (1930), Hold Everything (1930), The Rogue Song (1930), Song of the Flame (1930), Song of the West (1930), The Life of the Party (1930), Sweet Kitty Bellairs (1930), Bride of the Regiment (1930), Mamba (1930), Whoopee! (1930), King of Jazz (1930), Under a Texas Moon (1930), Bright Lights (1930), Viennese Nights (1930), Woman Hungry (1931), Kiss Me Again (1931) y Fifty Million Frenchmen (1931). A més, també es van realitzar nombrosos curtmetratges que feien servir el procés 3, incloent-hi els primers dibuixos animats sonors en color realitzats per productors com ara Ub Iwerks i Walter Lantz.
El 1931 s'estrenaria una actualització del tercer procés que eliminava part del gra de la pel·lícula, produint colors més vius i brillants i augmentant així la qualitat de la imatge. El nou procés, a més, també eliminava les motes de la pantalla que anteriorment desenfocaven i contrubuïen a reduir la visibilitat. Sent ja l'època de la Gran Depressió, poc més d'una desena de pel·lícules es van produir en aquest format, la primera d'elles, The Runaround (1931). Gran part dels negatius rodats en aquests formats de Technicolor van ser reciclats per a altres usos o van ser destruïts a finals dels anys quaranta quan Technicolor va voler fer lloc als seus magatzems. Això explica que tantes pel·lícules d'aquesta primera època de Technicolor s'hagin perdut o només es conservin en blanc i negre.

### Technicolor de tres tires

#### Procés 4
Ja des de 1924, Technicolor tenia al cap la creació d'un procés a tot color, i cap al 1929 la companyia estava treballant activament per tal de desenvolupar aquest procés. Hollywood havia dut a terme un ús tan exhaustiu de Technicolor entre 1929 i 1930 que molts pensaven que la indústria de cinema aviat passaria a produir exclusivament en color. Cap a l'any 1931, la Gran Depressió va impactar en la indústria de cinema, que va començar a fer ajustaments econòmics per tal de reduir els pressupostos. La producció en color s'havia vist afectada dràsticament per 1932, quan Burton Wescott i Joseph A. Ball van completar el treball de desenvolupar una nova càmera en tres colors. Technicolor podia ara prometre als estudis un rang complet de colors, a diferència de l'espectre limitat al vermell i el verd de les pel·lícules anteriors.
El procés de Technicolor de tres colors va ser introduït el 1932, i va ser l'anomenat Procés 4. Es basava en un doble prisma. El primer d'ells descomponia la llum en magenta i verd, imprimint una primera pel·lícula pel verd. La llum magenta passava per un segon prisma que la descomponia en vermell i blau, i cada color s'imprimia en la pel·lícula corresponent. En el positiu, aquests colors quedaven en cian, magenta i groc. La combinació dels tres colors reproduïa tot l'espectre de color, a diferència de tots els processos de dos colors anteriors, resultant en una imatge més natural. Walt Disney, convençut per Kalmus, va filmar una de les seves Silly Symphonies, Arbres i flors (1932) amb el procés 4. En vista del potencial del nou Technicolor a tot color, Walt Disney va signar un contracte d'exclusivitat amb aquest procés de tres colors per a una durada de dos anys. Arbres i flors va obtenir un èxit rotund tant per part de la crítica com del públic, i va guanyar l'Òscar al millor curtmetratge d'animació. Degut a aquest èxit, totes les Silly Symphonies des del 1933 en endavant es van rodar en tres colors, tornant així a potenciar l'interès pel cinema en color. El 1934, The Cat and the Fiddle va ser la primera pel·lícula d'acció real amb fragments en tecnicolor de tres colors, i el 1935, La fira de la vanitat esdevindria el primer llargmetratge rodat al 100% en aquest format. The Trail of the Lonesome Pine un any després seria la primera a incloure exteriors.

#### Rodant metratge en Technicolor, 1932-1955
Els avantatges del procés de Technicolor sobre els primers processos de color gairebé natural eren que es tractava d'un mètode de síntesi sostractiva, en lloc d'additiva: a diferència dels processos additius Kinemacolor i Chronochrome, les còpies en Technicolor no necessitaven un equipament de projecció especial, i a diferència del procés additiu Dufaycolor, la imatge projectada no havia de passar per una capa de filtre de color basada en un mosaic obstructiu. El més important, comparat amb altres sistemes subtractius, era que Technicolor oferia el millor balanç entre alta qualitat d'imatge i velocitat d'impressió.
La càmera del procés 4 de Technicolor contenia filtres, un separador de llum consistent en una superfície parcialment reflectant dins d'un prisma separador en forma de cub, i tres rotllos separats de pel·lícula en blanc i negre (d'aquí el nom de "tres tires"). El separador de llum permetia que un terç de la llum que passava a través de la lent creués pel reflector i un filtre verd, per formar la imatge d'una de les tres tires, que gravava només el component verd de l'espectre lluminós. Els altres dos terços es reflectien pel mirall cap avall i passaven per un filtre magenta, que absorbia la llum verda i permetia només el pas de la zona vermella i blava de l'espectre. Després d'aquest filtre hi havia les altres dues tires de pel·lícula, amb les seves respectives emulsions pressionades en contacte. La pel·lícula frontal era de tipus ortocromàtic cega al vermell que registrava només la llum blava. A la superfície de l'emulsió hi havia una cobertura vermella ataronjada que evitava que la llum blava arribés a l'emulsió pancromàtica de la pel·lícula darrere d'ella, registrant així només la part vermella de l'espectre.
Cadascun dels tres negatius resultants s'imprimia en una pel·lícula matriu especial. Després del processament, cada matriu era una representació gairebé invisible dels fotogrames de pel·lícula en forma de relleus de gelatina, més gruixuts (i per tant més absorbents) on cada imatge era més fosca, i més prim on era més lluminosa. Cada matriu es submergia en una tinta de la color complementària a la registrada en el negatiu corresponent: cyan per al vermell, magenta per al verd i groc per al blau.
Una sola tira de pel·lícula en blanc i negre amb la banda sonora i les línies separadores de fotogrames que s'havia imprès es posava posteriorment en contacte amb cadascuna de les matrius de tinta, construint així la imatge en color. La gelatina de la cobertura de gelatina era absorbida per la pel·lícula receptora en comptes de ser dipositada en la superfície (d'aquí el terme de «incrustament de tinta»). Parlant amb propietat, es tractava d'un procés d'impressió mecànica, lleugerament similar a la impressió òfset o a la litografia, i no un procés fotogràfic, ja que la impressió real no incloïa un canvi químic provocat per l'exposició a la llum.
Durant els primers temps del procés, la pel·lícula receptora s'estampava en un 50% amb una imatge en blanc i negre derivada de la pel·lícula verda, anomenada filmació clau o K (de Key). Aquest procés es feia servir principalment per cobrir les vores fines de la imatge, en les quals els colors es barrejaven de manera poc realista, formant una mena de franges de color. Aquest negre addicional augmentava el contrast de la imatge final i ocultava qualsevol tipus de franja. No obstant això, el colorit global es veia perjudicat com a resultat. L'any 1944, Technicolor havia millorat el procés per resoldre aquestes dificultats, i la filmació J es va eliminar.

#### Convencent a Hollywood
Després que el cinema en color tornés a guanyar pes, els estudis es van mostrar disposats a adoptar el Technicolor de tres colors, sempre que Se'n pogués provar la viabilitat. Filmar en Technicolor de tres colors requeria una il·luminació extremadament brillant, atès que la pel·lícula era d'una enorme lentitud de ROSTEIX 5. Aquest fet, juntament amb la mida de les càmeres i falta d'experiència amb la cinematografia en tres colors va provocar escepticisme en els comitès dels estudis.
A mitjan dels anys trenta, tots els estudis majoritaris excepte Metro-Goldwyn-Mayer tenien problemes econòmics, i un procés en color que reproduís de veritat tot l'espectre visual va aparèixer com una possible opció de salvar la indústria malaltissa.
El novembre de 1933, Herbert Kalmus, de Technicolor, i RKO Pictures van anunciar plans de produir pel·lícules en Technicolor de tres tires el 1934, començant amb Ann Harding com a protagonista del film The World Outside. L'ús del Technicolor en acció real es va veure per primera vegada en un número musical de la pel·lícula de la MGM The Cat and the Fiddle, estrenada el 16 de febrer de 1934. L'1 de juliol, Metro-Goldwyn-Mayer va publicar Hollywood Party, amb una seqüència d'animació en Technicolor produïda per Walt Disney. El 28 de juliol del mateix any, Warner Brothers va publicar Service With a Smile, seguit per Good Morning, Eve! el 5 d'agost, dos curtmetratges còmics protagonitzats per Leon Errol i rodats en Technicolor de tres tires. Pioneer Pictures, una companyia de cinema formada per inversors de Technicolor, va produir lel film que sol ser acreditat com el primer curtmetratge d'acció real en tres colors, La cucaracha, estrenat el 31 d'agost de 1934. Publicada per RKO Pictures, el film va ser un succés en introduir el nou Technicolor com un mitjà viable per a pel·lícules d'acció real. El procés de tres tires també es va fer servir per a diverses seqüències curtes de films rodats durant 1934, incloent les seqüències finals de The House of Rothschild.
L'actriu dominicana que va triomfar a Hollywood i més concretament a Universal Studios, Maria Montez, va ser nomenada com «La Reina Del Technicolor», atès que va protagonitzar una sèrie de films d'aventures en technicolor que van resultar enormement atractives per a tot el públic, fet que va implicar que el technicolor esdevingués encara més popular a Hollywood.
La pel·lícula La fira de la vanitat (1935) és el primer llargmetratge rodat íntegrament en Technicolor de tres tires. Inicialment, el sistema en Technicolor només es podia utilitzar en interiors. El 1936, El camí del pi solitari va ser la primera producció amb seqüències en exteriors que presentava uns resultats impressionants. L'espectacular èxit de Blancaneus i els set nans (1937), estrenada al desembre de 1937 i que el 1938 va ser la pel·lícula amb major recaptació de l'any, va atreure definitivament l'atenció dels estudis.

#### Limitacions i dificultats
Un dels més grans inconvenients del procés de tres tires del Technicolor fou que es requeria una càmera Technicolor especial, voluminosa i molt pesada. Els estudis de cinema no podien comprar càmeres Technicolor, tan sols llogar-les per a les seves produccions, amb tècnics de càmera i un «supervisor de color» per garantir que els escenaris, vestuari i maquillatge no sobrepassessin les limitacions del sistema. Sovint, en moltes de les primeres produccions, la supervisora era Natalie Kalmus, exdona de Herbert Kalmus i copropietari de la companyia. Els directors tenien grans dificultats amb ella; Vincente Minnelli deia: «No podia fer rés bé als ulls de la senyoreta Kalmus.» Natalie Kalmus preferia el títol de Directora de Technicolor, tot i que les llicències britàniques generalment insistien en Control de Color per a no diluir el títol del director de la pel·lícula. Ella va treballar amb un nombre bastant significatiu de socis, molts sense acreditar, i després del seu retir, aquests socis van ser transferits a les llicències amb, per exemple, Leonard Doss, que va anar a Fox per a fer la mateixa tasca per a Fox's DeLuxe Color.
El procés de dividir la imatge reduïa la quantitat de llum que arribava a la tira de la pel·lícula. Com la velocitat dels rotlles de pel·lícula era bastant lenta, les primeres produccions requerien una quantitat de llum més gran que una producció en blanc i negre. S'ha dit que les temperatures del set de rodatge de El màgic d'Oz, per les candents llums de l'estudi, freqüentment superaven els 38 °C, i alguns dels personatges més densament disfressats requerien una gran quantitat d'aigua per beure. Alguns actors i actrius afirmaren haver patit dany ocular permanent per culpa dels alts nivells d'il·luminació.
A causa de la llum afegida, la triple quantitat de pel·lícula i la despesa de produir còpies de projecció de transparència de colorants, Technicolor exigia alts pressupostos de pel·lícula.

## Auge de Technicolor i primers competidors
Durant els anys 30 i 40 Hollywood va anar augmentant la producció en Technicolor. També es veuen les primeres mancances del nou sistema. La complicació de necessitar tres tires d'imatge requeria càmeres molt més grans i pesades del que era habitual, a més de l'ús de focus molt més potents que els utilitzats en blanc i negre. Aquesta llum extra i l'ús del triple de cel·luloide augmentaven els costos de producció. Ja als anys 1930, Eastman Kodak i Agfa-Gevaert van començar a fer-li la competència a l'estudi.
Van aconseguir capturar imatge en color en una sola tira, si bé no amb la qualitat suficient per als grans estudis (16 i 8 mm). Technicolor introduiria un procés d'una tira el 1941 anomenat Monopack, que tot i arribar a 35 mm, augmentava considerablement el granulat de la imatge, per la qual cosa només es feia servir per escenes en el rodatge on no es podien fer servir les enormes càmeres tradicionals. Eastman llançaria entre 1950 i 1952 una nova versió de color en una sola tira que proporcionava la qualitat de les tres tires eliminant els inconvenients de Technicolor. La transició va ser ràpida, i el 1955 s'estrenaria l'última producció en Technicolor de tres tires, Foxfire.
Fins a 1953, es requeria per al positivat el procés de Technicolor. En aquest any, Eastman Kodak va introduir un nou procés que eliminava aquesta necessitat. No obstant això, aviat es va comprovar que mentre que Technicolor podia conservar la qualitat de color inalterada durant dècades, les pel·lícules que seguien el procés d'Eastman es degradaven amb gran rapidesa per una composició química inestable, al punt que sense la convenient conservació, en menys d'una dècada podien perdre tot el color excepte el magenta.

## Decadència del Technicolor
Gairebé dues dècades després, els estudis van començar a apartar-se de Technicolor, al considerar-lo massa car, i massa lent a produir les seves còpies. El Padrí II es va convertir en l'última pel·lícula americana en fer servir el procés tradicional, mentre que Suspiria de Dario Argento va ser l'última pel·lícula europea a utilitzar-lo.
El 1983, Eastman va corregir el defecte de conservació del seu procés, i ja només van quedar Xina i Hong Kong, que havien comprat la planta britànica de Technicolor el 1978, usant-ne el sistema fins al seu tancament definitiu el 1993. El 1997, Technicolor va tornar a introduir el procés de transferència de tinta a la producció general del cinema, la qual cosa fer que visqués un breu ressorgiment. Una versió refinada del procés d'impressió dels anys 60 i 70 es va utilitzar de manera limitada per a la restauració de pel·lícules com El màgic d'Oz, La finestra indiscreta, Funny Girl i Apocalypse Now Redux.
Després d'aquesta reintroducció, es va emprar el procés també en pel·lícules modernes com Bulworth, Pearl Harbor i Toy Story, entre d'altres. Aquest ressorgiment es va veure truncat per la compra el 2001 de Technicolor per part de Thomson, que va descartar el procés de Technicolor tradicional el 2002.

## Technicolor en els darrers temps
La companyia Technicolor es va convertir en una figura elemental de procés de cinema de gran èxit, i posteriorment va treballar en la duplicació d'àudio i vídeo en VHS, CD i DVD, i en processos de vídeo digital. MacAndrews & Forber van adquirir Technicolor el 1982 per 100 milions de dòlars, i el 1988 la van vendre a la firma britànica Carlton Communications PLC per 780 milions de dólars. Technicolor Inc va adquirir la companyia de processament de pel·lícula Consolidated Film Industries el 2000. Des de 2001, Technicolor ha format part del conglomerat d'electrònica i mitjans basat a França abans conegut com a Thomson. L'1 de febrer de 2010, el grup Thomson es va reanomenar a "Technicolor", adquirint d'aquesta manera el nom de la seva subsidiària tecnològica americana.
L'estètica visual de la transferència de tinta de Technicolor segueix utilitzant-se a Hollywood, sovint a pel·lícules ambientades a mitjans de segle xx. Parts de L'aviador es van manipular digitalment per imitar els processos de color disponibles durant els períodes en que tenia lloc cada escena.